# Sasha Perera

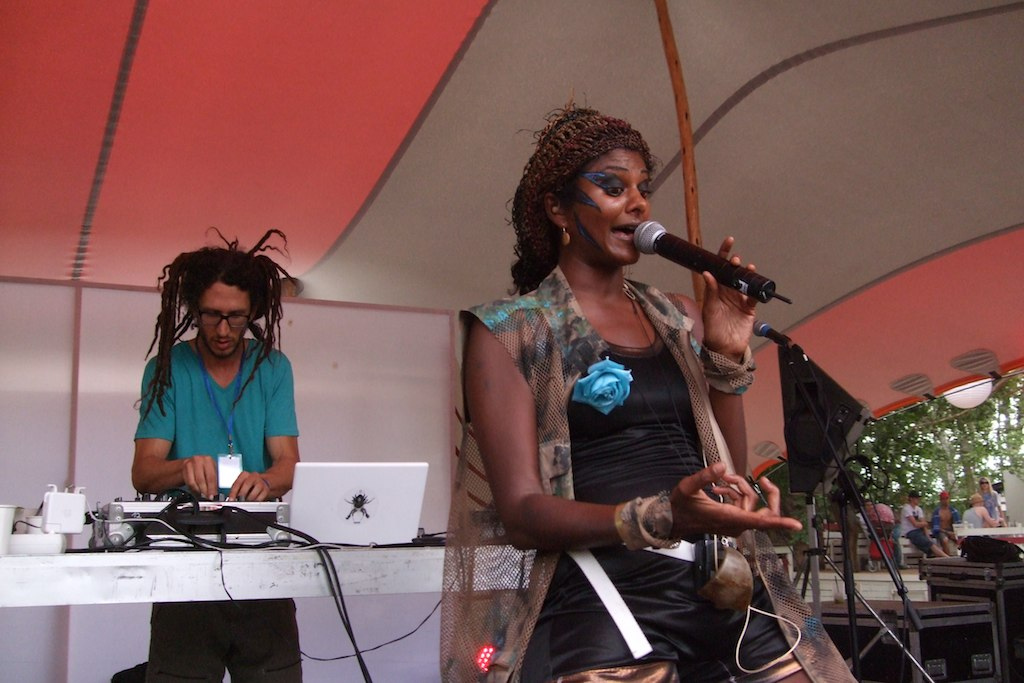
Oren Gerlitz und Sasha Perera als Jahcoozi 2010 auf einem Festival bei Mirow

Sasha Perera, auch Mother Perera, (* 1979 in London) ist eine in Berlin lebende britische Musikerin. Sie ist Sängerin, MC, Komponistin und Texterin von Jahcoozi und veröffentlichte mit dieser Band vier Alben. Außerdem arbeitet sie als DJ unter den Namen Mother Perera und Perera Elsewhere und legt Future-Bass, UK Garage, Ghetto Tech u. a. auf.

## Leben
Sasha Perera ist in London geboren worden und wuchs dort auf.
Ihre Eltern migrierten in den 70er Jahren aus Sri Lanka nach Großbritannien, um dem Bürgerkrieg zwischen Tamilen und Singhalesen zu entgehen.
Ihre Kindheit verbrachte Perera mit ihrer Familie hauptsächlich in London, für einige Jahre  in Singapur bzw. zeitweise auch in Malaysia. Die Schule besuchte sie dementsprechend in Wimbledon und Singapur.
Sie spielte als Kind Gitarre und Trompete. Musikalisch wurde sie geprägt durch die im London der 1990er Jahre sehr präsenten Piratensender, den Notting Hill Carnival und die Jamaikanische Kultur wie auch die mit ihr verbundene Dubmusik. Einflussreiche Künstler sind für sie Lee Scratch Perry, Horace Andy, Mad Professor und Mad Scientist wie auch Massive Attack, Smith & Mighty, Roni Size, den Berliner Musiker Pole, das Dub-Tech-Label Rhythm & Sound sowie die Neue Deutsche Welle. Interessant fand sie die Produktionsweisen von King Tubby, King Jammy und Joe Meek.
Perera kam 1999 über das Erasmus-Programm nach Köln, um ein Auslandssemester zu studieren. Sie beendete ihr Studium der Germanistik und Europäischen Politikwissenschaft im Jahr 2000. Während ihres Auslandsaufenthaltes in Deutschland reiste sie auch nach Berlin. Perera entschied sich im September 2000, dort hinzuziehen, statt nach London zurückzukehren, da Leben und Miete in Berlin billiger waren. Sie lebt auch heute noch dort.
Sasha Perera fällt immer wieder durch ihr außergewöhnliches Bühnenoutfit auf, das stilbildend auf die Berliner Clubkultur wirkte und wirkt (Alienköniginnen-Style). Sie fährt gern Fahrrad und ist als kosmopolitische Person sehr oft auf Reisen.

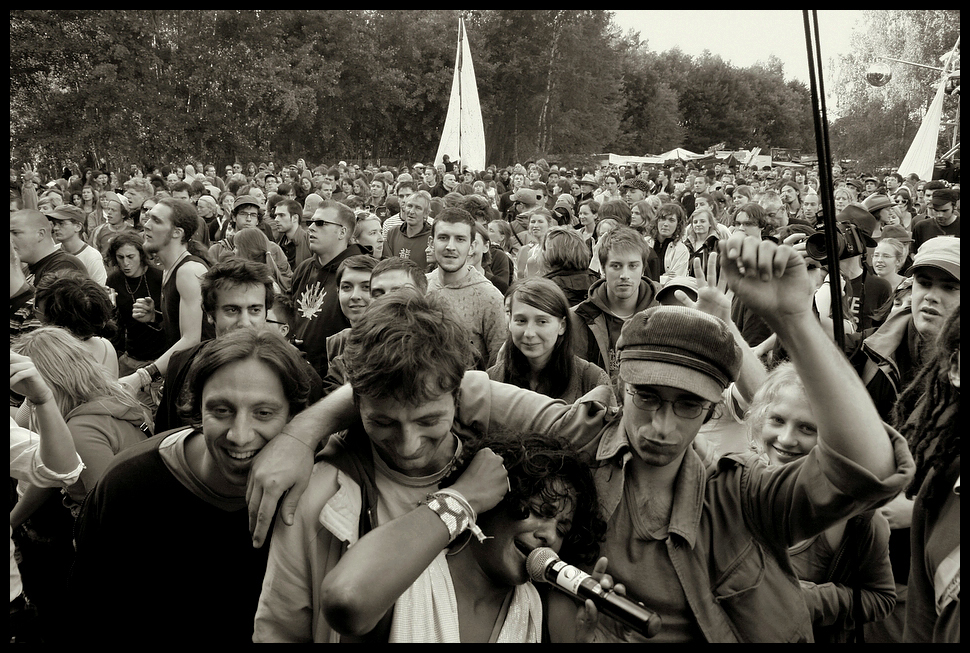
Sasha Perera bei einem Auftritt mit Jahcoozi (Mitte unten) auf einem Festival in der Nähe von Mirow, 2008

## Werk
Perera betätigte sich als Sängerin bei mehreren elektronischen Soundsystemen. Im Jahr 2002 begegneten sich Sasha Perera, Robot Koch und der Ex-Tel Aviver Oren Gerlitz, die die Band Jahcoozi zu formieren begannen. Ihr erster Auftritt fand in der Berliner Hausbesetzerkneipe „Eimer“ statt.
Die Bekanntheit von Jahcoozi nahm in der Berliner Undergroundszene in der Folgezeit mehr und mehr zu.
Alle Jahcoozi-Texte schreibt Perera. Sie klagen u. a. Sexismus und Rassismus an (z. B. in Asian Bride Magazine) und technokratischen Kapitalismus (Dot Com Bust).
Der Track Fish von Jahcoozi erreichte die Aufmerksamkeit John Peels, der Jahcoozis Musik als „beautiful and surreal pop music from the future“ charakterisierte (engl. „schöne und surreale Popmusik aus der Zukunft“).
Perera hatte Auftritte mit Jahcoozi in ganz Europa, Afrika, Asien, Amerika, z. B. in Städten wie Shanghai, Seoul, Manila und Peking oder auf dem Mutek-Festival in Montreal. Sie erreichten entsprechende Bekanntheit.
Parallel zu Jahcoozi arbeitete Perera musikalisch mit Modeselektor, den Gebrüdern Teichmann u. a. zusammen.

### Veranstaltungsorganisation
Seit 2004 organisiert Sasha Perera Partys unter den Labels Grimetime und Boombox, zu denen sie stilbildende Grime- und Dubstep-Künstlerinnen aus Großbritannien einlud. Mitorganisatorinnen vom Grimetime sind Christian Fussenegger, der Besitzer des WMF-Clubs Gerriet Shultz, die Filmemacherin Heidi Frankl, Jan Ramesh-Schoening und der Grafikdesigner Frederik Frede. Die Grimetime-Veranstaltungen waren zusammen mit der Partyreihe Revolution No. 5 der Sick Girls und den Sub:stance-Partys im Berghain stilbildend für die mittlerweile etablierte Berliner Bass Music-Szene.

### DJing
Unter dem Namen Mother Perera betätigt sie sich als DJ und legt einen Mix aus Future-Bass, 2 Step, UK Garage, Ghetto Tech, Post-Dubstep, Deep Techno, Deep House, Ragga, Wonky und IDM auf.
Sie tourte als DJ u. a. in Indien.

### Internationale Musikerinnen-Vernetzungsprojekte
Im Jahr 2010 beteiligte sich Sasha Perera zusammen mit den Gebrüdern Teichmann, Modeselektor und den beiden anderen Jahcoozi-Mitgliedern sowie lokalen Musikerinnen in Nairobi wie Just A Band, Abbas Kubaff, Nazizi, Ukoo Flani, Michel Ongaru, Radi, Lon Jon, Kimya u. a. an dem internationalen Musikerinnenvernetzungsprojekt BLNRB in Kenia. Musikerinnen aus diesen beiden Länder musizierten zusammen und machten Studioaufnahmen. Bei Diskussionen über Texte achtete Sasha Perera auf die Vermeidung sexistischer Aussagen analog zum US-amerikanischen Hiphop, der für kenianische MCs Vorbild ist.
Die BLNRB-Crew eröffnete das Worldtronics Festival mit einem Auftritt im Haus der Kulturen der Welt in Berlin am 1. Dezember 2010 und spielte am 3. Dezember 2010 in Köln.
Im August 2011 erschien das Album BLNRB – Welcome To The Madhouse, das Ergebnis des Vernetzungsworkshops, auf Outthere Records.
Im Jahr 2012 war Sasha Perera am Projekt South Asian Soundscapades, zur Vernetzung von südasiatischen und deutschen elektronischen Musikerinnen beteiligt. Neben Mother Perera waren Moniker aus New Delhi, Asvajit aus Colombo, Sandunes aus Mumbai, die Gebrüder Teichmann, Taman Noor aus Kabul und Berlin dabei. Die beteiligten Künstlerinnen traten an zwei Abenden im Juni 2013 im Kater Holzig in Berlin und auf einem Festival nördlich von Berlin auf.

### Perera Elsewhere
Im Jahr 2013 veröffentlichte sie Solomaterial unter dem Namen Perera Elsewhere und zwar die Single Bizarre. Gastmusiker auf dem Album Everlast ist Gonjasufi. Stilistisch bezeichnet Bizarre die Weiterentwicklung von Sounds des 1990er-Jahre Trip-Hops. Das Album enthält experimentellen futuristischen Lo-Fi-Ambient mit akustischen Sounds und Texturen.

2017 erschien ihr Album All of this und 2022 Home.

## Diskografie (ohne Jahcoozi)
- seit 2002 Jahcoozi zusammen mit Robot Koch und Oren Gerlitz

- 2005: Sasha Perera wurde von Modeselektor im Track Silikon vom Album Hello Mom! auf BPitch Control gefeaturet, sie war als Co-Komponistin beteiligt. (BPC 115)[25]
- seit 2004 Organisation der Partyreihen Grimetime und Boombox
- 2007: Der Track Silikon erschien als Remix von Kid Kenobi auf seinem Album Kid Kenobi Sessions.
- 2011: Album BLNRB – Welcome To The Madhouse, das Ergebnis eines interkulturellen Vernetzungsworkshops, auf Outthere Records[26]
- 2011: Als Sascha Perera wurde sie von Filur im Track The Maze vom Album Faces, erschienen bei Sony Music, gefeaturet.[27]
- 2013: Gastvocals auf dem Album Where We Need No Map von Springintgut, erschienen auf dem Label Pingipung[28]
- 2013: als Perera Elsewhere Single Bizarre

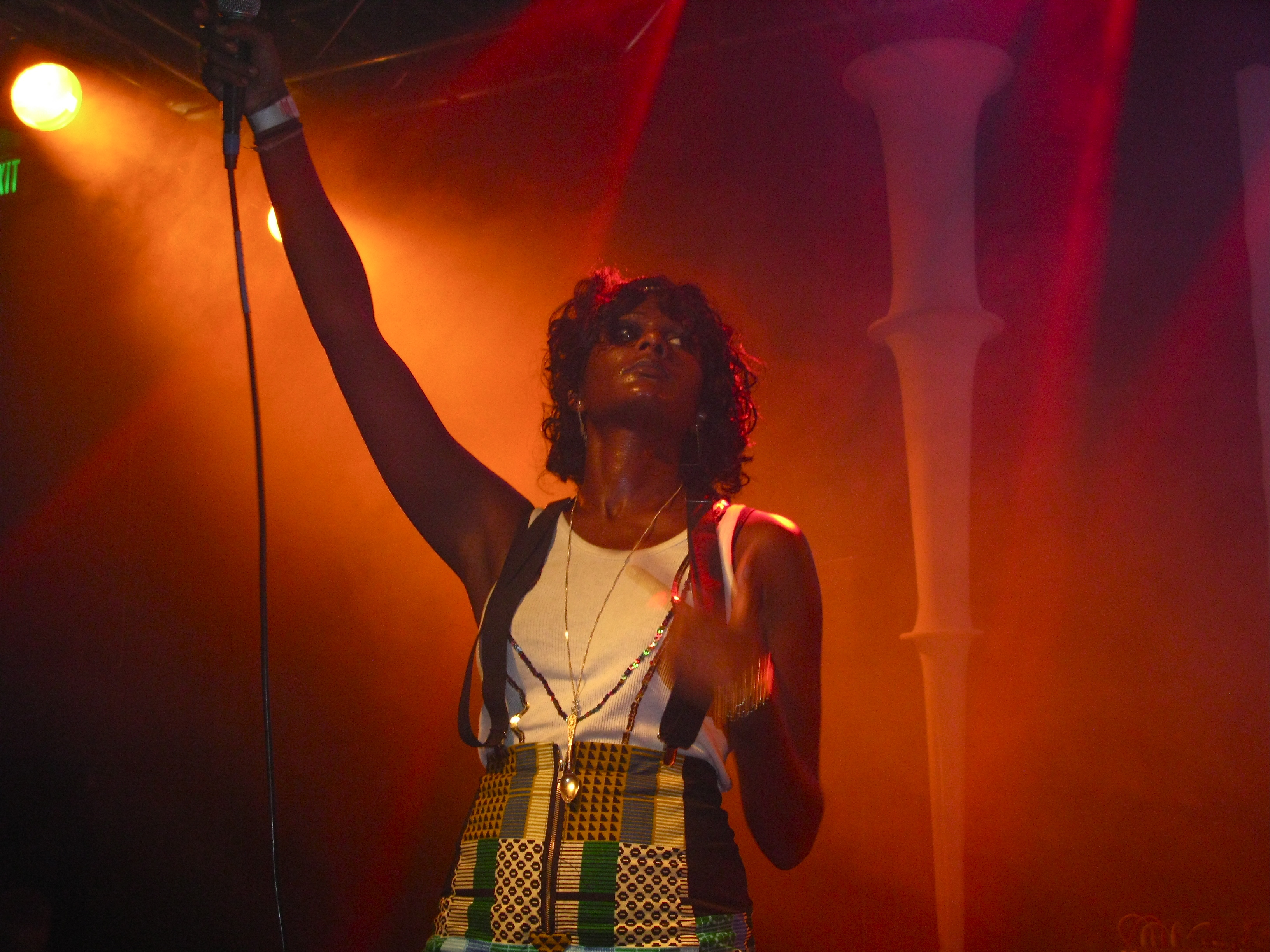
Sasha Perera mit Jahcoozi am 25. September 2008 beim Decibel Festival in Seattle im Neumos Crystal Ball Reading Room

- 2013: als Perera Elsewhere EP Bizarre
- 2013: als Perera Elsewhere Album Everlast auf dem Label FoFMusic[29][30]
- DJ-ing als Mother Perera[31]